# 2006年冬季奥林匹克运动会中国代表团
中國在2006年意大利都靈冬季奧運以中華人民共和國奧林匹克委員會身份參加賽事，一共派出了80位運動員。
|          | 金牌 | 銀牌 | 銅牌 | 總數 |
| -------- | ---- | ---- | ---- | ---- |
| PR China | 2    | 4    | 5    | 11   |

## 參賽項目

### 短道速滑
- 共有10名運動員參加短道速滑：
  - 女子：楊揚，王濛，付天余，程曉蕾，朱米樂
  - 男子：李佳軍，李野，李蒿楠，隋寶庫，崔亮

- 2月12日
  - 在男子1500米賽事有名將李佳军及李野參加，李佳军以2分26秒005的成績奪得中國在本屆賽事首面獎牌，而李野同樣晉身決賽但因為犯规而無法比賽，成績如下：
    - 李佳军
      - 預賽成績2分19秒631
      - 準決賽成績2分17秒836
      - 決賽成績2分26秒005，排名第三位

    - 李野
      - 預賽成績2分27秒622
      - 準決賽成績2分19秒386
      - 決賽被取消資格

  - 在女子500米預賽有王濛及付天余參加，兩人同樣以小組第一名出線，成績如下：
    - 王濛，成績45秒011
    - 付天余，成績45秒636

  - 在女子3,000米接力賽準決賽，中國隊以4分16秒739成為八隊參賽隊伍中成績最好而出線決賽。

- 2月15日
  - 在女子500米賽事有王濛及付天余參加，其中王濛由預賽到決賽一直表現出色，決賽階段以44秒345的成績奪得中國隊在本屆賽事首面金牌，而付天余雖然晉身決賽但因為犯规而無法比賽，成績如下：
    - 王濛
      - 預賽成績45秒257
      - 準決賽成績44秒650
      - 決賽成績44秒345，排名第一位

    - 付天余
      - 預賽成績44秒760
      - 準決賽成績45秒130
      - 決賽被取消資格

  - 在男子1000米賽事有名將李佳军及李野參加，兩人均成為小組首名晉身準決賽，成績如下：
    - 李佳军，成績1分27秒765，小組排名第一位
    - 李野，成績1分27秒048，小組排名第一位

  - 擁有李佳军、李野、隋宝库及李蒿楠的中國隊，在男子5,000米接力賽準決賽以6分55秒476的成績僅次美國晉級決賽。

- 2月18日
  - 在女子1500米賽事共有三名中國選手參加，500米冠軍選手王濛於決賽以2分24秒469第四名完成賽事，但得到第三名的南韓選手边千思因為犯規，最後王濛取代其位置得到一面銅牌，另一位中國選手楊揚及程晓蕾，前者表現未如理想，於B组決賽中落到最後一位，後者因為被匈牙利選手碰撞摔出賽道而成為最後一名，成績如下：
    - 王濛
      - 預賽成績2分41秒384
      - 準決賽成績2分27秒095
      - 決賽成績2分24秒469，排名第三位

    - 楊揚
      - 預賽成績2分37秒754
      - 準決賽成績2分23秒048
      - B組決賽成績2分32秒097，排名第六位

    - 程晓蕾
      - 預賽成績2分50秒017

  - 在男子1000米賽事中，李佳军及李野雖然晉身準決賽，但兩人同樣未能出線決賽，成績如下：
    - 李佳军
      - 預賽成績1分28秒179
      - 準決賽成績1分29秒183

    - 李野
      - 預賽成績1分27秒078
      - 準決賽成績1分47秒965

- 2月22日
  - 上屆冠軍楊揚及王濛順利在女子1000米預賽中出線，成績如下：
    - 楊揚，成績1分34秒878
    - 王濛，成績1分37秒161

  - 李佳軍及李蒿楠順利在男子1000米預賽中出線，成績如下：
    - 李佳軍，成績42秒914
    - 李蒿楠，成績42秒703

  - 杨扬、杨阳、王春露和孙丹丹組成中國隊在女子3000米接力賽因為王濛犯规而被取消資格。

- 2月25日
  - 李蒿楠及李佳軍在男子500米中，兩人先後在半準決賽及準決賽階段被取消資格，成績如下：
    - 李蒿楠
      - 半準決賽（被取消資格）

    - 李佳軍
      - 半準決賽成績43秒105
      - 準決賽（被取消資格）

- - 楊揚及王濛在女子1000米中，兩人順利晉身決賽並為中國隊奪得一銀一銅的成績，成績如下：
    - 楊揚
      - 半準決賽1分59秒338（因為保加利亞選手犯規在先被取消資格而補上）
      - 準決賽1分33秒080
      - 決賽1分33秒937，排名第三位

    - 王濛
      - 半準決賽1分33秒453
      - 準決賽1分31秒783
      - 決賽1分33秒079，排名第二位

  - 由李佳军、李野、李蒿楠和隋宝库组成的中国队以6分53秒989的成績在五支隊伍名列包尾。

### 花樣滑冰
- 共有9名運動員參加花樣滑冰：
  - 男子：趙宏博，佟健，張昊，李成江，張民
  - 女子：申雪，龐清，張丹，劉艷

- 2月11日
  - 在双人滑短节目共有三對中國拍擋出戰，张丹／张昊以64·72分的成绩排名第二，另外庞清／佟健及申雪／赵宏博獲得63.19分及62.32分位列第四、五位。

- 2月13日
  - 在双人滑自由滑中三對中國拍擋表現出色，張丹／張昊在“抛四周”摔倒重伤的情况下重新比赛，为中国花样滑冰夺得了冬奥会历史上的首枚银牌，世界冠軍申雪／赵宏博獲得一枚铜牌，庞清／佟健位列第四名，這次是中国花样滑冰隊在歷來冬奧會最好的成績，成績如下：
    - 張丹／張昊，總成績125.01分，排名第二位
    - 申雪／赵宏博，總成績124.59分，排名第三位
    - 庞清／佟健，總成績123.48分，排名第四位
- 2月14日
  - 在男子单人滑短节目共有兩名中國選手參加，张民和李成江以67.39分及60.23分得以出線自由滑項目，成績如下：
    - 张民，成績67.39分，排名第十一位
    - 李成江，成績60.23分，排名第二十一位

- 2月16日
  - 在男子单人滑自由滑共有兩名中國選手參加，累積短节目的成績後，张民和李成江以第十位及第十六位完成賽事，成績如下：
    - 张民，成績128.88分，排名第十一位
      - 總成績196.27分，總排名第十位

    - 李成江，成績121.98分，排名第十三位
      - 總成績182.21分，總排名第十六位

- 2月22日
  - 在女子单人滑短节目中，刘艳以49.84分的成績出線明天進行的自由滑項目。

- 2月23日
  - 刘艳在女子单人滑自由滑节目中以95.46分的成績奪得第十一位。

### 速度滑冰
- 共有15名運動員參加速度滑冰：
  - 男子：于鳳桐，李雨，盧卓，安偉江，張忠奇，李長宇，高雪峰
  - 女子：王曼麗，任慧，王北星，張爽，邢愛華，王霏，吉佳，張曉磊

- 2月11日
  - 在男子5000米決賽，高雪峰只獲得6分44秒78，在二十八位選手當中位列第二十五位。
- 2月12日
  - 在女子3000米決賽有王霏及吉佳參加，王霏在二十八位選手當中位列第十二位，成績如下：
    - 王霏，成績4分10秒55，排名第十二位
    - 吉佳，成績4分21秒06，排名第二十五位
- 2月13日
  - 在男子500米賽事有四名中國選手參加，其中于凤桐不慎摔倒，以第五名完成賽事，成績如下：
    - 鳳桐，成績35秒39，排名第五位
    - 安伟江，成績35秒89，排名第二十一位
    - 卢卓，成績36秒39，排名第三十位
    - 李雨，成績36秒57，排名第三十四位
- 2月14日
  - 在女子500米賽事有四名中國選手參加，老將王曼丽及任慧為中國隊奪得一銀一銅的佳績，成績如下：
    - 王曼丽，總成績76秒78，排名第二位
    - 任慧，總成績76秒87，排名第三位
    - 王北星，總成績77秒27，排名第七位
    - 邢爱华，總成績78秒35，排名第十三位
- 2月15日
  - 由王霏、吉佳和张晓磊组成的中国女子速滑队在女子团体追逐赛，以3分18秒24的成績在八支參賽隊伍成績最差，其後淘汰赛以3分08秒29不敵俄羅斯3分05秒93的成績。
- 2月16日
  - 中國隊在女子团体追逐赛中以3分06秒91的成績，在八支隊伍中排名第八。
- 2月18日
  - 在男子1000米有四名中國選手參加，成績如下：
    - 安伟江，成績1分11秒80，排名第三十三位
    - 凤桐，成績1分11秒90，排名第三十四位
    - 张忠奇，成績1分12秒29，排名第三十五位
    - 卢卓，成績1分12秒69，排名第三十八位
- 2月19日
  - 在女子1000米有四名中國選手參加，其中任慧因為比賽時摔倒而滑出赛道，未能完成比赛。成績如下：
    - 王曼丽，成績1分17秒90 ，排名第二十位
    - 王北星，成績1分19秒03 ，排名第二十九位
    - 张爽，成績1分19秒91，排名第三十一位
- 2月21日
  - 在男子1500米有中國選手高雪峰和李长宇參加，成績如下：
    - 高雪峰，成績1分49秒91，排名第三十位
    - 李长宇，成績1分53秒32，排名第四十位
- 2月22日
  - 在女子1500米有中國選手王霏，吉佳及張曉磊參加，成績如下：
    - 王霏，成績2分00秒13，排名第十二位
    - 吉佳，成績2分01秒85，排名第二十二位
    - 張曉磊，成績2分05秒75 ，排名第三十四位
- 2月25日
  - 王霏在女子5000米以7分22秒90的成績在十六名選手排名第十五位。

### 自由式滑雪
- 共有8名運動員參加自由式滑雪：
  - 男子：邱森，韓曉鵬，歐曉濤，劉忠慶
  - 女子：李妮娜，徐囡囡，郭心心，張鑫
- 2月20日 
  - 在男子空中技巧外圍賽中，韓曉鵬以總成績250.45分的佳績成為第一名晉身決賽，成績如下：
    - 韓曉鵬，總成績250.45分，排名第一位
    - 邱森，總成績236.50分，排名第六位
    - 劉忠慶，總成績201.26分，排名第十八位
    - 歐曉濤，總成績180.31分，排名第二十三位

- 2月21日 
  - 在女子空中技巧外圍賽共有四名中國選手參加，當中郭心心及李妮娜表現出色，成績僅次於澳洲選手库珀名列第二，三位，成績如下：
    - 郭心心，總成績204.87分，排名第二位
    - 李妮娜，總成績188.93分，排名第三位
    - 徐囡囡，總成績172.01分，排名第七位
    - 王姣，總成績160.22分，排名第十二位

- 2月22日 
  - 在女子空中技巧決賽中，李妮娜以總成績197.39分為中國隊奪得一面銀牌，另外兩名中國選手取得第四及六名，成績如下：
    - 李妮娜，總成績197.39分，排名第二位
    - 徐囡囡，總成績191.23分，排名第四位
    - 郭心心，總成績174.85分，排名第六位
    - 王姣，總成績132.53分，排名第十一位

- 2月23日
  - 韩晓鹏在男子空中技巧決賽，他以250.77分為中國在本季冬季奧運會奪得第二面金牌，成績如下：
    - 韩晓鹏，總成績250.77分，排名第一位
    - 邱森，總成績186.56分，排名第十一位

### 冬季兩項
- 共有7名運動員參加冬季兩項：
  - 男子：張成燁（兼项越野滑雪）
  - 女子：劉顯英，孔穎超，孫日波，殷俏，侯玉霞，董雪
- 2月11日
  - 張成燁在首日舉行的男子個人20公里中發揮失準，射擊項目一共射失七發，最終以53分49秒1獲得第50名。
- 2月13日
  - 在女子個人15公里共有四名中國選手參加，成績如下：
    - 刘显英，總成績53分55秒6，排名第二十四位，脱靶五发
    - 孔颖超，總成績54分03秒5，排名第二十六位，脱靶三发
    - 殷俏，總成績55分06秒2，排名第三十二位，脱靶四发
    - 侯玉霞，總成績58分35秒7，排名第五十九位，脱靶九发
- 2月14日
  - 張成燁在男子個人10公里以27分50秒9的成績，在九十位選手中位列第十八位。
- 2月16日
  - 在女子個人7.5公里共有四名中國選手參加，成績如下：
    - 刘显英，總成績23分17秒5，排名第十一位，脱靶二发
    - 孙日波，總成績23分57秒6，排名第二十一位，脱靶四发
    - 孔颖超，總成績24分07秒0，排名第二十四位，脱靶二发
    - 侯玉霞，總成績25分25秒8，排名第五十四位，脱靶十发
- 2月18日
  - 在女子個人10公里共有四名中國選手參加，其中一位選手侯玉霞賽前棄權，成績如下：
    - 刘显英，總成績39分25秒3，排名第九位，脱靶三发
    - 孔颖超，總成績40分41秒9，排名第十七位，脱靶三发
    - 孙日波，總成績41分28秒8，排名第二十二位，脱靶七发

  - 在男子個人12.5公里，張成燁以39分04秒7在第五十六名選手中排名第三十六位。
- 2月23日
  - 由孔颖超、孙日波、殷俏、刘显英四人组成的中国队在女子4x6公里接力赛以1小时21分43秒7，最终在十八支隊伍排名第九位。
- 2月25日
  - 在女子個人12.5公里共有四名中國選手參加，成績如下：
    - 刘显英，總成績41分57秒2 ，排名第七位，脱靶二发
    - 孙日波，總成績44分29秒3，排名第二十二位，脱靶七发
    - 孔颖超，總成績44分45秒0，排名第二十三位，脱靶三发
    - 侯玉霞，總成績45分40秒1，排名第二十八位，脱靶十发

### 越野滑雪
- 共有19名運動員參加越野滑雪：
  - 男子：李閣亮，田野，夏萬，陳海斌，王鬆濤，韓大偉，李志廣，任龍，張慶，張成燁
  - 女子：李宏雪，王春麗，姜春麗，宋波，徐英徽，霍麗，賈雨平，柳圓圓，劉麗明，滿丹丹

- 2月12日 
  - 在女子個人15公里共有四名中國選手參加，其中王春麗在六十六名選手中獲得第二十一名，是歷來在該項目最佳成績，成績如下：
    - 王春麗，總成績45分09秒6，排名第二十一
    - 李宏雪，總成績45分56秒4，排名第二十二
    - 柳圓圓，總成績46分18秒5，排名第三十二
    - 徐英徽，總成績49分47秒3，排名第五十八

  - 在男子個人30公里共有四名中國選手參加，其中夏萬的成績在七十七名選手中獲得第五十一名，有兩名中國選手未能完成賽事，成績如下：
    - 夏萬，總成績1小時22分31秒7，排名第五十一
    - 任龍，總成績1小時26分26秒4 ，排名第六十三
    - 李志廣及韓大偉未能完成賽事
- 2月14日 
  - 在男女子團體賽由李阁亮／田野及王春麗／姜春麗組成的中國隊，在準決賽未能取得佳績晉級決賽，成績如下：
    - 李阁亮／田野，總成績18分57秒4，排名第九名
    - 王春麗／姜春麗，總成績18分18秒4，排名第七名
- 2月16日 
  - 在女子個人10公里共有四名中國選手參加，成績如下：
    - 王春麗，總成績29分34秒6，排名第十八位
    - 李宏雪，總成績30分33秒9，排名第三十六位
    - 霍丽，總成績31分58秒7，排名第五十五位
    - 姜春丽，總成績32分22秒1，排名第五十八位
- 2月17日 
  - 在男子個人15公里共有四名中國選手參加，成績如下：
    - 夏万，總成績41分48秒0，排名第五十位
    - 李阁亮，總成績43分14秒7 ，排名第六十三位
    - 田野，總成績43分32秒2 ，排名第六十五位
    - 王松涛，總成績44分12秒2，排名第七十位
- 2月18日 
  - 在女子4x5公里接力赛中，由王春丽、李宏雪、柳圆圆和宋波组成的中国队以58分42秒5的成绩在十七支隊伍名列第十六位。
- 2月19日 
  - 中國隊在男子4x10公里接力赛以總時間1小時50分40秒5，在十六支隊伍名列第十五位。
- 2月22日 
  - 四名中國選手參加在女子短距离外圍賽全部無法出線決賽，成績如下：
    - 满丹丹，成績2分25秒16，排名第五十六位
    - 宋波，成績2分27秒07，排名第五十七位
    - 賈雨平，成績2分30秒03，排名第六十一位
    - 劉麗明，成績2分35秒76，排名第六十五位

  - 四名中國選手參加在男子短距离外圍賽全部無法出線決賽，成績如下：
    - 张成烨，成績2分24秒18，排名第四十八位
    - 田野，成績2分25秒85，排名第五十三位
    - 張慶，成績2分27秒90，排名第六十八位
    - 陳海斌，成績2分32秒01，排名第七十位

- 2月24日 
  - 四名中國選手參加女子個人30公里中，只有满丹丹中途退出比赛，成績如下：
    - 李宏雪，成績1小時28分49秒8，排名第三十三位
    - 柳园园，成績1小時32分00秒9，排名第四十五位
    - 霍丽，成績1小時32分28秒8，排名第四十六位

- 2月26日
  - 四名中國選手參加男子個人50公里中，只有夏萬中途退出比赛，成績如下：
    - 李閣亮，成績2小時10分36秒9，排名第四十八位
    - 張慶，成績2小時12分13秒0，排名第五十三位
    - 任龍，成績2小時16分15秒0，排名第六十三位

### 單板滑雪
- 共有2名運動員參加單板滑雪：
  - 女子：孫志峰，潘蕾
- 2月13日
  - 在女子女子U型场地雪上技巧赛預賽，兩名中國選手孙志峰和潘蕾在二十八名選手未能成績突圍晋级决赛，成績如下：
    - 潘蕾，總成績16.0分，排名第二十二
    - 孙志峰，總成績10.2分，排名第二十五

### 跳台滑雪
- 共有4名運動員參加跳台滑雪：
  - 男子：李洋，楊光，田佔東，王建勛
- 2月11日
  - 在男子個人90米預賽，李洋以109分名列第二十六位得以第一圈賽事，而田佔東只獲得102分未能更進一步。
- 2月12日
  - 在男子個人90米第一圈賽事，以102.5分在五十位選手名列第四十四位未能出線決賽。
- 2月20日
  - 由李洋、杨光、王建勋和田占东四人组成的中国队在120米级团体赛以總成績206.1分成為十六支隊伍中最後一位。

### 高山滑雪
- 共有2名運動員參加高山滑雪：
  - 男子：李光旭
  - 女子：董金芝
- 2月20日
  - 在男子大回转中，李光旭以總成績3分08秒07獲得第四十名，第一及第二次的試滑成績為1分32秒63及1分35秒44。
- 2月22日
  - 董金芝在女子回转赛以總成績1分54秒06，在五十一名選手中排名第五十位，第一及第二次的試滑成績為55秒40及58秒66。

- 2月24日
  - 董金芝在女子女子大回转以總成績2分35秒72，在四十三名選手中排名第三十八位，第一及第二次的試滑成績為1分11秒61及1分24秒11。

- 2月25日
  - 李光旭在男子回转赛第二次試滑未能完成賽道，第一次試滑成績為1分08秒84。

## 外部連結
- 雅虎體育中國代表團